# 竹島和幸
竹島 和幸（たけしま かずゆき、1948年11月23日 - ）は、日本の実業家。前・西日本鉄道代表取締役会長。

## 人物
大分県日田市出身。大分県立日田高等学校、慶應義塾大学商学部卒業。
西日本鉄道に入社後は、ビジネスホテル・チェーン西鉄インの全国展開、福岡市天神地区再開発、北九州市小倉北区の大型複合商業施設チャチャタウン小倉開発を行うなど、主に、本業の運輸部門ではなく、流通・都市開発部門を担当してきた。
2008年6月の株主総会で長尾亜夫に代わって代表取締役社長に就任し、西日本鉄道では初めての戦後生まれの社長となった。
2013年6月27日、会長に就任。2021年3月31日、退任。
福岡県交通安全協会会長。

## 略歴
- 1948年11月23日 - 大分県日田市に生まれる
- 1971年3月 - 慶應義塾大学商学部卒
- 1971年4月 - 西日本鉄道入社
- 1997年6月 - 東京事務所長（部長待遇）
- 1999年7月 - 都市開発事業本部流通事業部長
- 2000年7月 - 都市開発事業本部流通レジャー事業部長
- 2003年6月 - 取締役都市開発事業本部長
- 2005年6月 - 常務取締役都市開発事業本部長
- 2006年6月 - 取締役常務執行役員都市開発事業本部長
- 2007年6月 - 取締役専務執行役員経営企画本部長
- 2008年6月27日 - 代表取締役社長就任
- 2013年6月27日 - 代表取締役会長就任[2]
- 2021年4月 - 取締役相談役就任[3]
- 2021年6月 - 相談役就任